# Zulfahmi Arifin
Muhammad Zulfahmi bin Mohd Arifin (* 5. Oktober 1991 in Singapur) ist ein singapurischer Fußballspieler.

## Karriere

### Verein
Das Fußballspielen erlernte Zulfahmi Arifin auf der National Football Academy in Singapur. Seine Karriere begann 2010 beim Young Lions. Hier absolvierte er 46 Spiele und schoss ein Tor. 2013 ging er zu den Singapore LionsXII, einem Verein aus Singapur, der in Malaysia in der Malaysia Super League spielte. Nach 12 Spielen und einem Tor wechselte er 2016 zu Home United. Hier stand er 23 Mal für den Klub auf dem Spielfeld. 2017 wechselte er zum Ligakonkurrenten Hougang United. Nach 20 Spielen unterschrieb er 2018 einen Vertrag beim thailändischen Erstligisten Chonburi FC in Chonburi. Nach einem Jahr in Thailand ging er 2019 wieder zurück in sein Heimatland und spielte für seinen ehemaligen Club Hougang United. Der thailändische Erstligist Suphanburi FC aus Suphanburi lieh ihn ab Anfang 2020 aus. Für Suphanburi absolvierte er acht Erstligaspiele. Ende Dezember 2020 wechselte er ebenfalls auf Leihbasis zum Ligakonkurrenten Samut Prakan City FC nach Samut Prakan. Nach sieben Erstligaspielen kehrte er nach Saisonende Ende Mai 2021 zu Hougang United zurück. Am 10. September 2021 nahm ihn der thailändische Zweitligist Sukhothai FC unter Vertrag. Nach acht Zweitligaspielen für den Verein aus Sukhothai wurde sein Vertrag nach der Hinserie 2021/22 Anfang Januar 2022 aufgelöst. Einen Monat später gab dann sein ehemaliger Verein Hougang United die erneute Verpflichtung des Spielers bekannt. Am 19. November 2022 stand er mit Hougang im Finale des Singapore Cup. Das Finale gegen die Tampines Rovers gewann man mit 3:2.

### Nationalmannschaft
Seit 2011 spielte Zulfahmi Arifin insgesamt 52-mal für die Nationalmannschaft von Singapur und erzielte dabei einen Treffer.

## Erfolge
Singapore LionsXII
- Malaysischer Meister: 2013

Hougang United
- Singapore Cupsieger: 2022